# Startcodon
Als Startcodon oder Initiatorcodon wird das erste Codon eines offenen Leserahmens (ORF) auf der mRNA bezeichnet. In der Regel ist dies das RNA-Basentriplett des Codons AUG, das in Eukaryoten für die Aminosäure Methionin (Met) codiert bzw. für ein modifiziertes Methionin (N-Formylmethionin, fMet) in Bakterien. Dem Startcodon geht fast immer eine untranslatierte Region (5'-UTR) voraus.
Im genetischen Code codiert die spezifische Abfolge dreier Nukleinbasen für eine Aminosäure. Gewöhnlich handelt es sich bei dem ersten Basentriplett der codierenden Sequenz der mRNA, das in die Aminosäure eines Peptids übersetzt wird, um AUG. Dieses Tripel codiert für Methionin, und daher beginnt die naszierende Polypeptidkette eines nativen Proteins mit Met bzw. fMet als erster Aminosäure. Für die Initiation der Translation wird eine besondere Initiator-tRNA gebraucht, so eine tRNAiMet in Archaeen und Eukaryoten bzw. eine tRNAifMet in Mitochondrien und Bakterien.
Nach der Translation kann ein Protein abgeändert werden (posttranslationale Modifikation). Beispielsweise kann es ein Präkursor-Protein sein, von dem nachträglich enzymatisch ein Teil abgespalten wird, sodass die aktivierte Form eines Proteins entsteht, etwa bei Insulin. Die Polypeptidkette eines modifizierten Proteins muss dann nicht mit der Aminosäure Methionin beginnen. Es kann auch nur das Methionin am N-Terminus bzw. dessen Formylrest abgespalten werden.

## Alternative Startcodons
Bei Eukaryoten kommt als Startcodon fast ausschließlich das Codon AUG vor, das für die Aminosäure Methionin codiert. Zusätzlich können in einigen Fällen auch die Codons ACG, CUG oder GUG als Startcodons interpretiert werden, sofern besondere Sekundärstrukturen im Sequenzkontext der mRNA dies erlauben.
Bei Prokaryoten können neben AUG auch alternative Startcodons, hauptsächlich GUG und UUG, für die erste Aminosäure Formylmethionin codieren. Beispielsweise nutzt Escherichia coli die Codons AUG (77 %), GUG (14 %), UUG (8 %) sowie wenige andere als Startcodons, indem sie eine spezielle Initiator-fMet-tRNA binden, obwohl im weiteren Verlauf, bei der Elongation, GUG für Valin und UUG für Leucin codieren. Gut bekannte Beispiele für Gene, die nicht AUG als Startcodon besitzen, sind lacI (GUG) und lacA (UUG) im lac-Operon von E. coli.